# Ga Ramkhamhaeng (Tuyến đường sắt sân bay)
Ga Ramkhamhaeng (tiếng Thái: สถานีรามคำแหง) là một ga thuộc Tuyến đường sắt sân bay (Bangkok) nằm trên đường Ramkhamhaeng (Sukhumvit 71) tại Suan Luang, Băng Cốc. Một dự án nhà ga nằm giữa Makkasan và Ramkhamhaeng tên là Sun Wichai, hiện tại vẫn chưa được xây dựng.

## Đường sắt dừng Sukhumvit 71

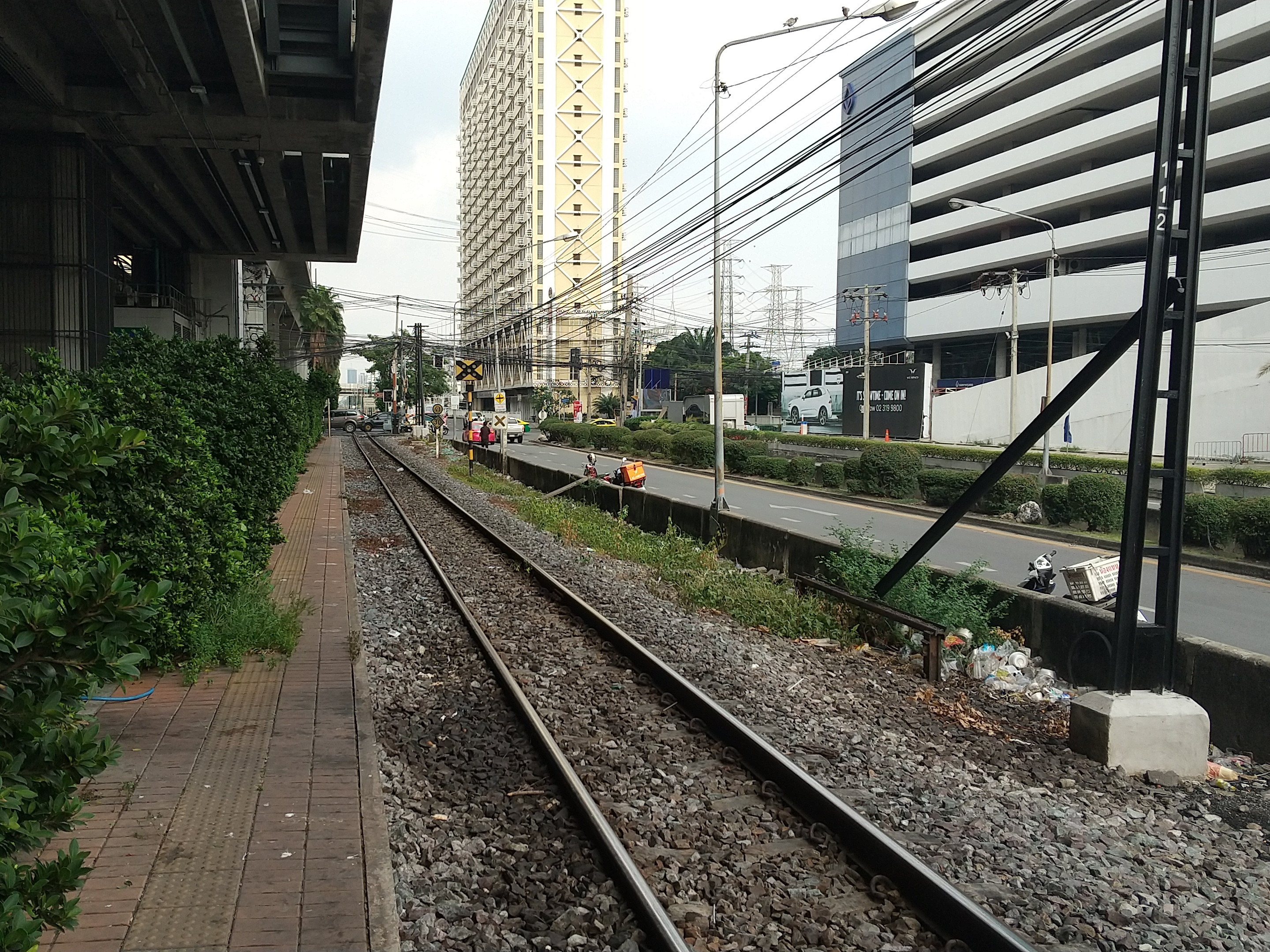
Đường sắt dừng ga Sukhumvit 71

Bên cạnh nhà ga là một đường sắt dừng lại Sukhumvit 71 quản lý bởi Đường sắt Nhà nước Thái Lan. Nó vận hành dịch vụ nội thành trên trên Tuyến Đông.

## Bố trí ga
| Ke ga     |                                               |                                                       |
| Sân ga    |                                               |                                                       |
| Ke ga 1   | Tuyến đường sắt sân bay hướng đi Suvarnabhumi |                                                       |
| Ke ga 2   | Tuyến đường sắt sân bay hướng đi Phaya Thai   |                                                       |
| Sân ga    |                                               |                                                       |
| Phòng chờ | Phòng chờ                                     | Lối thoát, máy bán vé, cửa hàng                       |
| Mặt đất   | -                                             | Đường sắt dừng Sukhumvit 71, trạm xe buýt, bãi đậu xe |

## Thời gian hoạt động
| Đến                          | Dịch vụ bắt đầu            |                            | Dịch vụ cuối cùng          |                            |                            |                            |
| Tuyến thành phố trong tuần   | Tuyến thành phố trong tuần | Tuyến thành phố trong tuần | Tuyến thành phố trong tuần | Tuyến thành phố trong tuần | Tuyến thành phố trong tuần | Tuyến thành phố trong tuần |
| ---------------------------- | -------------------------- | -------------------------- | -------------------------- | -------------------------- | -------------------------- | -------------------------- |
| SVB                          | 06.09                      |                            | 00.09                      |                            |                            |                            |
| Phaya Thai                   | 06.19                      |                            | 00.08                      |                            |                            |                            |
| Tuyến thành phố cuối tuần    |                            |                            |                            |                            |                            |                            |
| SVB                          | 06.09                      |                            | 00.09                      |                            |                            |                            |
| Phaya Thai                   | 06.28                      |                            | 00.08                      |                            |                            |                            |
| Tuyến thành phố giờ cao điểm |                            |                            |                            |                            |                            |                            |
| Phaya Thai                   | 06.59                      |                            | 08.59                      |                            |                            |                            |